# Gaston Viens
Gaston Viens, né le 24 octobre 1924 à Cheval-Blanc (Vaucluse) et mort le 21 décembre 2015 à Créteil, est un homme politique français.

## Biographie
Originaire de Provence, fils d'un maraîcher, il est agriculteur. Il adhère au Parti communiste français et s'engage dans la Résistance — au sein des FTP — en 1941. Arrêté en 1943, il est déporté à Buchenwald.
Après la Seconde Guerre mondiale, il devient permanent du PCF. Il est élu membre suppléant du comité central en 1950 et titularisé à ce poste en 1956. D'abord collaborateur de Waldeck Rochet à la « section agraire », il est secrétaire de ce comité central de 1956 à 1959, avant de le quitter en 1964.
Installé à Orly depuis 1961, il est élu maire de la ville le 21 mars 1965, sur proposition du maire sortant, François Boidron. Deux ans plus tard, le 24 septembre 1967, il accède — à la surprise générale — à la présidence du conseil départemental du Val-de-Marne, à la création du département, fonction qu'il exerce jusqu'en 1970. Il reste maire d'Orly jusqu'au 21 mars 2009, soit une longévité remarquable de 44 ans. Il démissionne alors au profit de sa première adjointe, Christine Janodet.
En février 1989, il est exclu du PCF en même temps que Robert Jarry. Il participe alors à la création de l'Alternative démocratie socialisme, composante de la Convention pour une alternative progressiste, avec plusieurs anciens membres du PCF.
Il était membre de la Fédération nationale des déportés et internés résistants et patriotes (FNDIRP) et de sa branche départementale qu'il co-présidait à partir de la fin des années 2000 avec Jacques Damiani, déporté à Dachau (disparu en mars 2015). Pour passer le flambeau, ils ont ensemble décidé en 2013 de remplacer cette association départementale par la délégation territoriale 94 des Amis de la fondation pour la mémoire de la déportation (AFMD).

## Vidéogrammes
- Trajectoires d'un pionnier du Val de marne: Gaston Viens, de Thierry Casamayor, 2013, archives départementales du Val-de-Marne.
- Témoignage de Gaston Viens, résistant déporté à Buchenwald filmé par le CNDP lors de la rencontre organisée dans le cadre du 2012 sur le thème : « Résister dans les camps nazis ».
- Vidéos et photographies de Gaston Viens, de l'hommage de la mairie de Vitry et des élèves d'Orly.